# 安西均
安西 均（あんざい ひとし、1919年3月15日 - 1994年2月8日）は、日本の詩人。元日本現代詩人会会長、元日本文芸家協会会員。作家の増田俊也は従甥。

## 略歴
福岡県筑紫郡筑紫村（現 筑紫野市筑紫）生まれ。福岡師範学校（現福岡教育大学）中退。師範学校在学中に文学を志す。1943年朝日新聞社福岡総局、東京本社学芸部記者などを務める。学芸部では詩壇を担当した。戦後は「九州文学」に参加し、火野葦平や劉寒吉、野田宇太郎などと出会い、「母音」の丸山豊に師事する。また、伊藤桂一主宰の「山河」、高田敏子主宰の「野火」をはじめ、「歴程」「地球」「山の樹」などの詩誌に参加する。1983年『暗喩の夏』で第1回現代詩花椿賞受賞。1989年『チェーホフの猟銃』で現代詩人賞受賞。1993年勲四等瑞宝章受章。

## 著作
- 真珠と鉛筆 ある学芸記者のひとりごと 学風書院, 1954
- オセンチ記者 ある学芸記者の生活記録　学風書院, 1955
- 花の店 安西均詩集 学風書院, 1955
- 美男 安西均詩集 昭森社, 1958
- 葉の桜 昭森社, 1961
- 私の日本詩史ノート 第1 思想社, 1965
- 安西均詩集 思潮社, 1969 (現代詩文庫)
- 万葉ドライブ 有峰書店, 1969
- 機会の詩 安西均詩集　昭森社, 1971
- やさしい詩学 詩をよむために書くために 社会思想社, 1971(現代教養文庫)
- 日本の神話 ポプラ社, 1974
- 万葉の恋うた サンリオ出版, 1975
- 古代歌謡の現場 私の日本詩史ノート 教育出版センター, 1976
- 詩への招待 新日本出版社, 1977 (新日本新書)
- 冬の麦 日本基督教団出版局, 1977
- 金閣 安西均詩集 牧羊社, 1978
- 遠い教会 安西均選詩集 教文館, 1981
- 邪悪な螢 わが万葉集 幻想社, 1982
- 詩のカレンダー たのしい現代詩=初心者のために 牧羊社, 1983
- 暗喩の夏 安西均詩集 牧羊社, 1983.11
- お辞儀するひと 花神社, 1986
- 宛名を忘れた手紙 鉱脈社, 1986
- 詩歌粒々 飯塚書店, 1987
- チェーホフの猟銃 花神社, 1988
- 晩夏光 花神社, 1991
- 銃と刃物 選詩集 花神社, 1992
- 指を洗ふ 花神社, 1993
- 安西均全詩集 花神社, 1997

## 編著
- 戦後の詩 <現代>はどう表現されたか 社会思想社, 1962 (現代教養文庫)
- 恋のうた 社会思想社, 1965 (現代教養文庫)
- 詩歌でつづる女の一生 高田敏子共編 社会思想社, 1967 (現代教養文庫)
- 三好達治 日本の詩 ほるぷ出版, 1975
- イエスの生涯 日本基督教団出版局, 1979
- 石原吉郎の詩の世界 教文館, 1981